# Caso IBM-Banco Nación

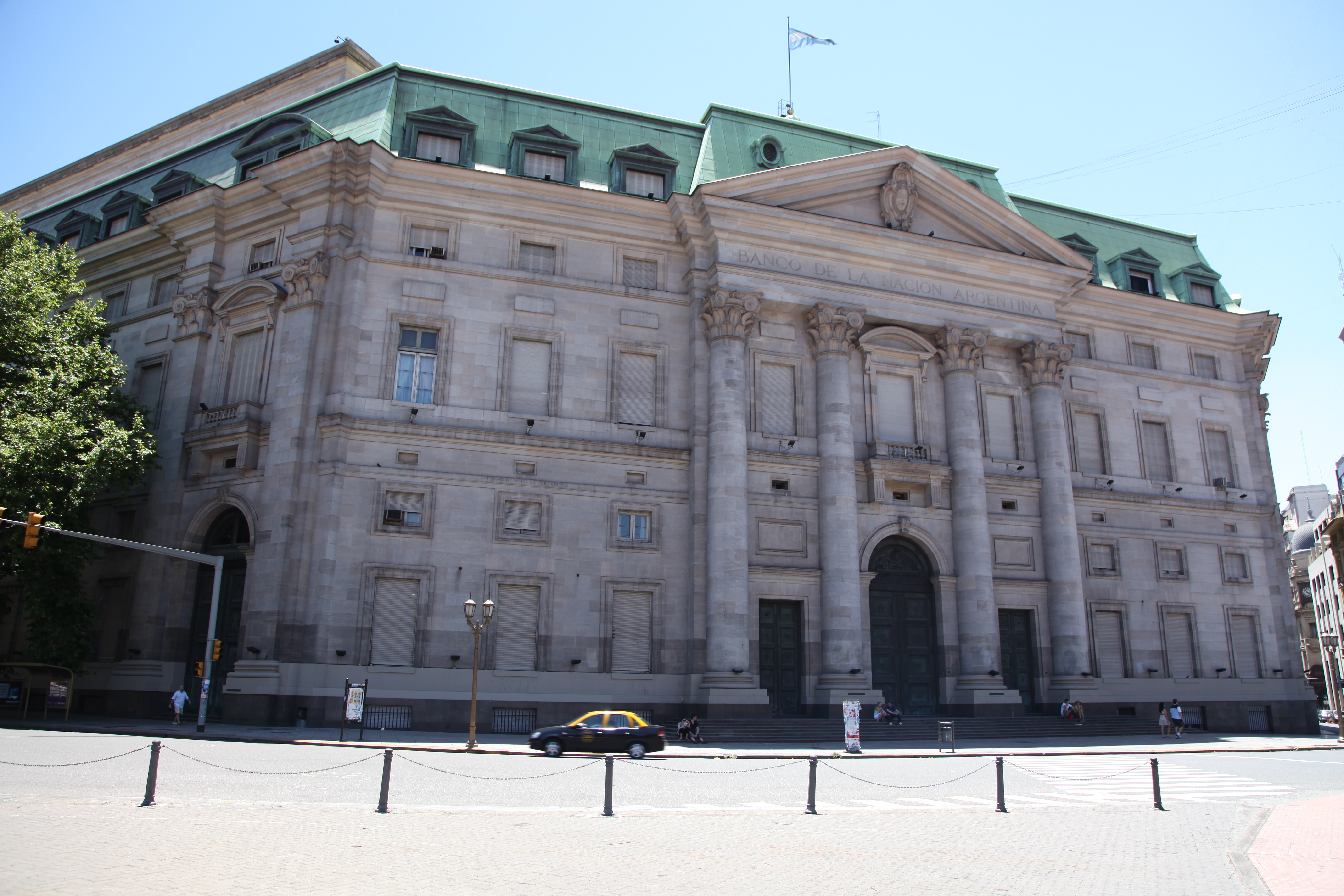
Sede del Banco Nación en Buenos Aires.

El caso IBM y Banco Nación es un caso de corrupción en Argentina, en el que la filial local de la empresa estadounidense IBM sobornó a funcionarios del Banco de la Nación Argentina, con el fin de obtener el contrato para informatizar la entidad bancaria por un monto de 250 millones de dólares.
La casa matriz de IBM aceptó pagar en Estados Unidos una multa por dichos sobornos.
La causa se inició en 1994 pero hasta 2016 el juicio no se había iniciado, razón por la cual el tribunal a cargo de la causa, dictó sentencia el 9 de mayo de 2016 haciendo lugar a la defensa de prescripción (vencimiento de la acción por tiempo excesivo), sobreseyendo a todos los acusados. El 20 de marzo de 2017, la Sala IV de la Cámara de Casación (Ana María Figueroa, Mariano Borinsky y Gustavo Hornos) revocó la sentencia y ordenó iniciar el juicio. El 12 de junio de 2018 la Corte Suprema anuló la sentencia de la Cámara de Casación y le ordenó dictar una nueva sentencia. El 29 de agosto de 2018 la Cámara de Casación dictó una nueva sentencia, volviendo a revocar la sentencia del Tribunal Oral, esta vez debido a que consideró que la acción no se encontraba prescripta y que por lo tanto debía realizarse el juicio. Esta última sentencia no está firme y aún es posible que sea apelada a la Corte Suprema. 

## Antecedentes

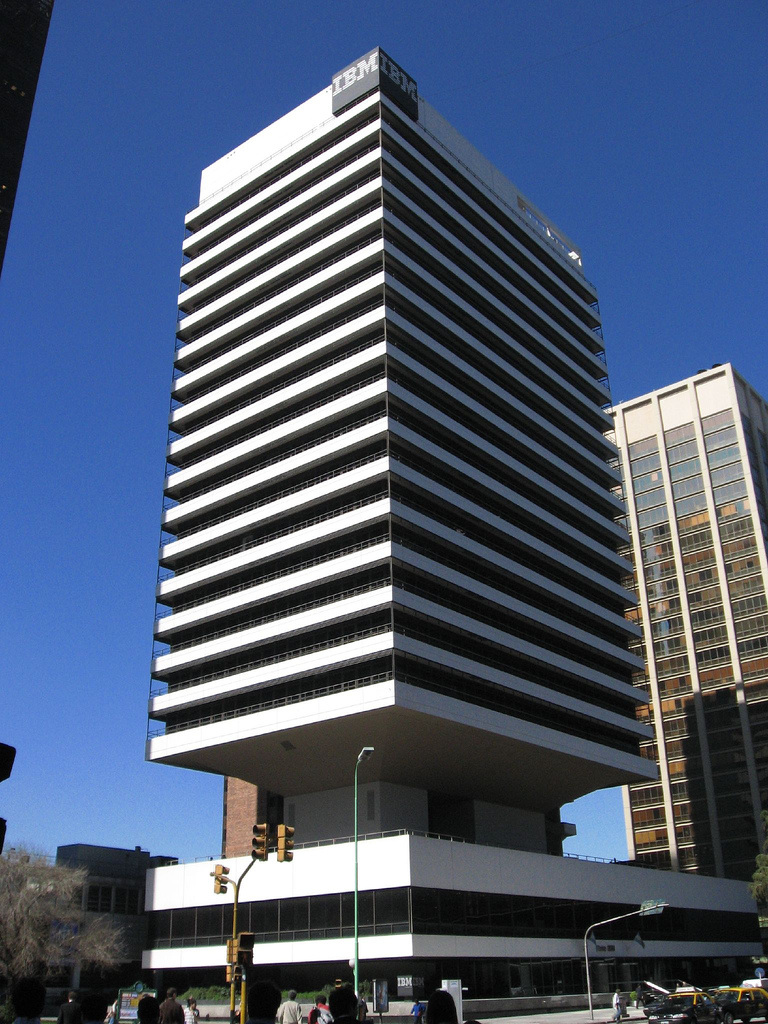
Torre de IBM en Buenos Aires, en Retiro.

El proyecto de informatizar el Banco Nación comenzó a discutirse durante la presidencia de Raúl Alfonsín con dos posibles acciones a seguir:
1. Informatizar escalonadamente: las sucursales se conectarían a un sistema central de tipo transitorio y, una vez obtenido el software y el hardware correspondientes, se comenzaría a pensar cómo integrar todo el sistema.
2. Informatización en conjunto e integrada: conectar la totalidad de las sucursales a un software central que sería el nexo de las funciones principales.[6]

El subgerente del banco, Juan Carlos Propatto, apoyaba la primera acción a seguir en conjunto con el entonces gerente departamental. Al contrario, Aldo Dadone apoyaba una informatización conjunta. Según la opinión de un investigador del affaire IBM-Banco Nación:

«De haberse seguido la hipótesis de trabajo defendida por Propatto, hubiera sido imposible firmar un solo contrato con una única empresa, como después ocurrió con IBM. Se hubieran tenido que diversificar las contrataciones y la famosa coima no hubiera sido posible».
Jesús Rodríguez en «Fuera de la ley».

Luego de que Propatto presentara un informe en junio de 1993 -que no sería tomado en cuenta- en el que mencionaba que era conveniente que el banco y no una empresa, tuviera el control del sistema, buena parte de los gerentes de la entidad bancaria fueron desplazados de sus cargos por orden de Dadone. Propatto se negó a renunciar y fue trasladado a la sucursal de Banco Nación en Madrid.
Por otra parte, IBM Corporation atravesaba una crisis mundial, que obligaba a la obtención de rentabilidad. Para IBM, informatizar el Banco Nación significaba un ingreso de 200 millones de dólares, equivalente a la mitad de su facturación anual. Mientras IBM preparaba la oferta para la licitación, se preparaba también para actuar como agente integrador que proporcionaría el software, la estructura y su instalación, también debería solventar los primeros gastos de toda la estructura hasta que el pago estuviese acreditado. Para ello se subcontrataron empresas que asumieran riesgos solidarios y se solicitó soporte a la casa matriz.
La renovación del banco sería denominada "Plan Centenario" y fue denunciada por el periodista Santiago Pinetta en su libro «La Nación robada».

## La causa
En la causa IBM y Banco Nación (509/05) llegó a haber un total de 30 procesados por el hecho, repartiéndose entre diferentes empresas, no sólo de las implicadas. La investigación se basó en la licitación n.º 60/93 denominada "Proyecto Centenario" de los años 1993 y 1994 sobre la informatización del Banco Nación con el sistema Hogan.
Si bien el costo por un software estipulado entre la empresa IBM con el Banco Nación en 1994 fue de alrededor de 37 millones de dólares, de los cuales se llegó a pagar 21 millones, para las 525 sucursales bancarias tendría un costo por cada una de éstas sucursales de 70.476 dólares la cifra resultaba llamativa. Se comparó con lo que pagó el entonces Banco Río a la empresa Consad, entre los años 1985 y 1987, 395.376 dólares para 300 sucursales, dando un costo de 1.318 dólares por cada filial, en total era 53 veces menos por cada filial. Otro dato fue el celebrado entre IBM -mediante la empresa Consad- y el Banco Credicoop en 1989 para 520 sucursales, estipulado en 525 mil dólares, incluyendo la licencia inicial de 75 mil dólares, resultado un precio por filial de 1.144 dólares, siendo 62 veces menor el total.
En abril de 1996 se trabó un embargo por un millón de dólares a cada uno de los que consideraba coautores del delito por el caso, entre ellos los ejecutivos de IBM Martorana y Soriani; Héctor March; el socio de Deloitte (consultora que asesoró en la compra a Banco Nación) Roberto Oneto;  de IBM, Gustavo Soriani, Director de Ventas y Ricardo Martorana Presidente; de la consultora CONSAD: Marcelo Cattáneo y Julia Oshiro como directivos de Consad, entre otros.
En 2002 La Cámara de apelaciones resuelve “Habiéndose demostrado que los imputados  cuya situación ha sido tratada en la presente no han participado del delito investigado, encontrándose agotada la instrucción, el Tribunal RESUELVE: confirmar el auto recurrido en cuanto decreta los sobreseimientos de José Augusto Salamanca, Gabriel Luis Murman, Héctor Neira, Eduardo Pedro Garese, Carlos Fabián Descalzo, Mónica Irene Lacoste, Ana María Noguiera, Anastasia Stenkowski y Haroldo Omar Bearsi, dejando a salvo el buen nombre y honor del que gozaran.

«Para entender como fue la negociación irregular entre IBM y el Banco Nación es necesario leer el fallo como una novela. Hay que reconstruir la trama de los hechos a partir de los procesamientos a Aldo Dadone, Alfredo Aldaco y Héctor March (directivos del Banco Nación). También, hay que entender cómo operó Gustavo Soriani (de IBM) para la contratación de un sistema "muleto" inexistente».
Explicación de un camarista de la Sala I de la Cámara Federal sobre el fallo, 1996.

Además, los camaristas consideraron que Dadone, Aldaco y March formaron una especie de triunvirato para negociar con IBM y evitando el control por parte de los demás miembros del directorio.
El 10 de julio de 1996, mientras el juez Bagnasco intentaba abrir paso a la investigación en New York para que se presente el caso en los tribunales estadounidenses, el nuevo presidente de IBM, Gueicaramburu, era recibido por el presidente Carlos Menem y Domingo Cavallo mostrándole la posibilidad que la empresa se fuera del país por "acoso legal".
En febrero de 1998 se confirmaron cinco cuentas bancarias radicadas en Suiza donde se depositaron más de 8 millones de dólares, cuatro de las cuales pertenecían a los exdirectores del Banco Nación, Alfredo Aldaco y Gerardo Contarese, y al expresidente del Banco de Inversión y Comercio Exterior (BICE), Jorge Antonio Aladio. Aldaco era un diplomático que trabajó con Juan Schiaretti en el período 1989-1990 y fue subsecretario de Domingo Cavallo, se dice que era amigo de Alberto Kohan, en 1991 comenzó a dirigir el Banco Nación; Contartese también estuvo vinculado al exministro y llegó a tener una relación personal con el presidente Carlos Menem. El dinero era enviado a Suiza mediante diversas sociedades radicadas en Uruguay, entre los 8 millones casi 4 millones 400 se transfirieron desde Suiza a Luxemburgo, de las cuales se desconocían sus beneficiarios. En marzo se diría que los más de 4 millones de dólares restantes depositados en el Banco Rotschild pertenecerían a los hermanos Dadone, ellos son Aldo Dadone, expresidente del Banco Nación y allegado a Cavallo y Mario, que también fue director del banco. Pero unos días más tarde la versión cambiaría a que el dueño de esa cuenta era Guillermo Juan Hunt, el cónsul argentino en San Pablo; Hunt ratificaría que la cuenta es suya en una entrevista y que figura a nombre de la firma Vesley, pero que no tenía nada que ver con el Proyecto Centenario o con las empresas vinculadas.

«Yo sólo conozco las PC que he ido utilizando desde 1983. En cuanto al software, sólo conozco las que se utilizan en las computadoras personales. No sé distinguir las características diferenciales de las grandes computadoras de distintas marcas, ni prestaciones particulares».
Aldo Dadone ante la Cámara de Diputados, 1998.

En la Cámara de Diputados también declararía Alfredo Aldaco en 1998, aquí diría que Aldo Dadone «recibía instrucciones del ministro (Cavallo), y no hacía nada sin    consultarlo», que la empresa Delloite fue la que recomendó a IBM, y que el hermano del exministro, Jorge Cavallo, «se presentó como    proveedor de software de IBM cuando nunca había vendido software».
En medio de las especulaciones por la posible devolución o no del dinero de las cuentas bancarias en Suiza, Michael Graber, el juez ginebrino que levantó el secreto bancario a pedido de la justicia argentina, declaró que mientras la justicia argentina comprobase la comisión de un ilícito con sentencia definitiva o por acuerdo entre las partes, el dinero podría retonar a la Argentina. Y afirma que Hunt quedó vinculado a las cuentas bancarias por un error.
Luego de una conversación entre el juez ginebrino Graber y el juez Adolfo Bagnasco se reconoció que el monto depositado en las cuentas suizas no era de 3 millones de dólares, sino de 6 millones. Eso representaba que el monto de las cuentas era mayor a lo que se habría trabado embargo en un principio y que, de haber accedido Bagnasco al pedido de los abogados de las sociedades uruguayas de devolver el dinero a la Argentina, los 2.4 millones que se desconocían hubieran quedado liberados y podrían haberse sacado de las cuentas suizas.
El 21 de diciembre de 2004, la causa era elevada a juicio oral por el entonces juez federal Guillermo Montenegro.
En junio de 2007, la Corte Suprema de Justicia ratificó la no prescripción de la causa IBM-Banco Nación pedidas por las defensas de Juan Carlos Cattaneo, Alejandro De Lellis, Gustavo Soriani y Mario Dadone. Los miembros de la Corte ratificaron que la causa debía llevarse a juicio oral al Tribunal Oral n.º 3 en 2008, pese a que el expediente llevaba trece años abierto.
El 11 de noviembre de 2009, la fiscal Sabrina Namer negoció con ocho de los quince acusados su culpabilidad en el caso, por lo que se cerró definitivamente la posibilidad de un juicio oral y público. Además la fiscal pidió que Ricardo Martorana, expresidente de IBM, fuese absuelto por falta de pruebas que «acrediten con certeza su supuesto conocimiento y participación».
Al finalizar el juicio se detectaron un total 5.380.656 dólares en cuentas suizas pertenecientes a los tres exdirectores del Banco Nación Alfredo Aldaco, Genaro Contartese, Mario Dadone y Hugo Gaggero. Suiza devolvió 4.5 millones de dólares, que sumando el interés se transformaron en 17.1 millones de pesos, en tanto que Dadone y Gaggero se comprometieron a restituir al Estado argentino unos 1.114.000 de pesos a modo voluntario en el juicio abreviado. En total se recuperaron unos 18.286.682,7 pesos y se estipuló que la sobrefacturación oscilaba entre los 75.032.611 y 120.699.682 pesos. Tres jueces federales fueron los que atendieron la causa: Adolfo Bagnasco, Jorge Urso y Guillermo Montenegro en casi 16 años de trámites.
Al resolver nuevos recursos se declaró otra vez la prescripción de los delitos involucrados, reolución que dejó sin efecto la Cámara Federal de Casación Penal en una nueva sentencia. En su voto el juez Gustavo Hornos afirmó que "quien se enriquece mediante la comisión de un grave delito doloso contra el Estado atenta contra el sistema democrático" cuando se producen mediante maniobras delictivas que por su complejidad, su daño o extensión puedan socavar las instituciones o los valores de la democracia por lo que conforme a artículo 36 de la Constitución Nacional resultan imprescriptibles.

## Imputados
En noviembre de 2009, todos los condenados se los inhabilitó para ejercer cargos públicos de por vida, con penas atenuadas por su falta de antecedentes, su colaboración con la justicia y la gran extensión de la duración de la causa.
- Mario Dadone: exdirector del Banco Nación, penado con 2 años y 6 meses de prisión en suspenso;
- Genaro Contartese: directivo del Banco Nación, penado con 2 años y 6 meses de prisión en suspenso;
- Hugo Gaggero: directivo del Banco Nación, penado con 2 años y 6 meses de prisión en suspenso;
- Alfredo Aldaco: expresidente de la comisión de sistemas del Banco Nación, penado con 3 años de prisión en suspenso;
- Juan Carlos Cattaneo: exsubsecretario de Acción de gobierno, imputado como intermediario, penado con 2 años y 3 meses de prisión en suspenso;
- Alejandro De Lellis: expresidente de CCR, imputado como intermediario, penado con 2 años y 3 meses de prisión en suspenso.[29]

En cuanto a Aldo Dadone, falleció antes de que culminara el juicio, por lo que fue sobreseído.
Uno de los que poseían una actuación secundaria sobre el caso IBM-Banco Nación era Marcelo Cattáneo, hermano de Juan Carlos. De Marcelo se creía que era el encargado de entregar los sobres con dinero de los sobornos, lo llamativo de él fue el modo en que se lo encontró ahorcado en una zona de difícil acceso en el Río de la Plata perteneciente a Capital Federal en octubre de 1998. La justicia caratularía su muerte como "suicidio inducido" por creer que la víctima habría sido amenazada con la seguridad de su familia y por ser considerada como un aviso para los implicados en el caso. La viuda de Marcelo Cattáneo diría que lo mandaron a matar días antes de su declaración ante los tribunales que podría haber comprometido a figuras públicas. Y una investigación por parte de un diario afirmaría que Cattáneo habría estado en el estudio jurídico de Luis Dobniewski, su abogado, y desde allí realizaría un llamado telefónico a la Presidencia de la Nación.

«Esta muerte demuestra que existe una verdadera mafia. A Marcelo Cattáneo lo habían colocado en una posición de mucha responsabilidad y él se sentía traicionado por eso».
Alfredo Viqueira, diputado frepasista, 1998.

Otro de los acusados, Juan García del Río, a quién se le imputaba la apertura de las cuentas en el exterior para el posterior depósito de las coimas, consiguió una probation (pena alternativa).
Existieron otros imputados en la causa que no fueron condenados como el expresidente de IBM Argentina, Ricardo Martorana, quién fue detenido por dos meses; y el vicepresidente de IBM, Gustavo Soriani.

## Repercusiones
En diciembre de 1997, la Cámara de Diputados de la Nación Argentina señaló como responsables del Caso IBM y Banco Nación al expresidente del Banco Nación, Aldo Dadone; a los miembros del directorio de la empresa; al exdirector de la Dirección General Impositiva (DGI), Ricardo Cossio; al secretario de Ingresos Públicos, Carlos Tacchi; y al exministro de Economía, Domingo Cavallo. Se alegó que no cumpliesen con su deber, que se produjeron daños públicos al patrimonio público nacional y la existencia de evidencia documentada de sobreprecios.
En una entrevista realizada a Domingo Cavallo durante 1998 se le preguntó sobre la causa IBM-Banco Nación, por su vinculación con personas de su entorno, en cuanto a Aldo Dadone y su amistad de treinta años respondió:

«(Aldo) Dadone en realidad nunca me reconoció que estuviera involucrado. Yo primero dije que no era cierto: Kohan lo había mencionado, pero a la hora se desdijo y Dadone no me lo confesó, sino que se largó a llorar y me dijo que no me podía contar, yo la verdad que en ese momento todavía no estaba seguro. Pero a medida que fueron pasando los meses, me terminé de convencer. Le pedí la renuncia. A partir de eso nunca más lo vi a Dadone, nunca más vino a verme».
Domingo Cavallo, 1998.

En 2007 se recordó a quién iniciara la investigación periodística que concluiría en juicio, Santiago Pinetta con su libro «La Nación robada» en el que denunciaba el fraude al Estado por casi 250 millones de dólares y una coima por 37 millones. En 1994 pese a ser periodista, Pinetta radicó la denuncia en los tribunales federales. Su libro no había sido aceptado para publicarse por ninguna editorial, por lo que fue financiado con ayuda de sus amigos e ignorada tanto por la justicia como por la prensa local. El juez Alfredo Bagnasco abriría la causa, mientras que Pinetta quedaba desempleado, luego sufriría diversas enfermedades, tres atentados contra su vida entre los cuales en uno, le marcaron con un objeto cortante en el pecho "IBM". Actualmente Pinetta vive de las limosnas que le dan en el subte.
Al concluir el juicio, Pedro Biscay representante de la ONG Cipce, que seguían atentamente el caso por corrupción, declaró:

«Una decisión histórica porque se avanza en la obtención de siete condenas y la recuperación del dinero malhabido en uno de los casos de corrupción más importantes de los noventa».
Pedro Biscay.

A principios de marzo de 2011, una causa derivada de IBM-Banco Nación, la de "IBM-Anses" también investigada por el Tribunal Oral n.º 3 e iniciada el 29 de abril de 1996 fue archivada por prescripción. El juicio que se llevaba a cabo tenía 14 imputados en los que incluía a funcionarios de Anses y de IBM por un contrato del año 1994.
En abril de 2011 se pidió el decomiso definitivo de las cuentas depositadas en el Banco Ciudad por parte de las organizaciones no gubernamentales CIPEC y el Instituto de Estudios Comparados en Ciencias Penales y Prevención de la Criminalidad Económica. El 12 de mayo de 2010 se dictaminó la sentencia definitiva sobre la causa IBM-Banco Nación, a lo que se depositó la suma de 4.441.507 dólares en el Banco Ciudad por orden del Tribunal Oral Federal n.º 3, además Hugo Gaggero prometió 350 mil pesos y Mario Dadone 764 mil pesos que no habían sido intimados a depositar. Por ello se peticionó la intimación a los acusados al depósito correspondiente y la liquidación de la cuenta en el Banco Ciudad.